# Perkinsiana rubra
Perkinsiana rubra is een borstelworm uit de familie Sabellidae. Het lichaam van de worm bestaat uit een kop, een cilindrisch, gesegmenteerd lichaam en een staartstukje. De kop bestaat uit een prostomium (gedeelte voor de mondopening) en een peristomium (gedeelte rond de mond) en draagt gepaarde aanhangsels (palpen, antennen en cirri).
Perkinsiana rubra werd in 1880 voor het eerst wetenschappelijk beschreven door Langerhans.